# Arterija
Arterije su mišićne krvne žile koje odvode krv iz srca. Uvijek se uspoređuju s venama, koje krv dovode u srce. 
Krvožilni sustav je vrlo važan sustav u našem tijelu. Primarna uloga tog sustava je raznošenje kisika i hranjivih tvari u sve stanice, kao i uklanjanje ugljikovog dioksida i štetnih tvari, održavanje optimalne razine pH, kao i pokretljivost svih elemenata, proteina i stanica koji pripadaju imunološkom sustavu. U najrazvijenijim zemljama svijeta, vodeći uzrok srčanog udara, moždanog udara i smrti su bolesti krvožilnog sustava, nastale višegodišnjim oštećivanjima.

## Opis
Arterijski sustav je dio krvožilnog sustava koji je pod visokim pritiskom. Od onog niskog tlaka, koji se pojavljuje između kontrakcija (stezanja), kada se srce odmara između otkucaja, do onog visokog tlaka, tijekom kontrakcije (stezanja). Ova razlika tlakova je puls, aktivnost očita na svakoj arteriji.

## Anatomija arterije
Najdublji sloj arterije, dio koji je u izravnom kontaktu s krvlju, zove se 'tunica intima', najčešće zvan samo 'intima'. Taj sloj je izrađen od endotelijalnih stanica. Sloj iznad ovog sloja je 'tunica media', najčešće zvan samo 'media'. Ovaj sloj je izrađen od glatkih mišića i elastičnoga tkiva. Najistureniji sloj arterije je 'tunica adventitia', najčešće zvan samo 'adventitia', a sastavljen je od vezivnog tkiva.

## Tipovi arterija
Postoji više vrsta arterija u našem tijelu.

### Plućne arterije
Plućne arterije nose deoksidiranu krv koja se vratila iz tijela u pluća. U plućima se izmjenjuje ugljikov dioksid s kisikom. 

### Tjelesne arterije
Tjelesne arterije dovode krv do arteriola, pa do kapilara, gdje se izmjenjuju hranjive tvari i plinovi.

### Aorta
Aorta je početna tjelesna arterija. Dobiva krv izravno iz lijeve srčane klijetke preko srčanog zaliska. Kada krv otiđe iz arterije, njihov promjer postane mnogo manji, tj. dođe na razinu arteriola. Arteriola opskrbljuje kapilare, a kapilara se odmah potom ispražnjava u još manju krvnu žilu.

### Arteriola
Arteriole, najmanje od svih arterija, pomažu u regulaciji krvnog tlaka i dovode krv do kapilara.

### Arteriole i krvni tlak
Arteriole imaju najveći utjecaj i na protjecanje krvi, kao i na kompletni krvni tlak. One su primarno prilagodbene štrcaljke u krvožilnom sustavu, pomoću kojih najveći tlak se smanjuje. Kombinacija snage srca i periferijalnog otpora su glavne odrednice kojima u svakom trenutku možemo izmjeriti krvni tlak. 

### Kapilare
Iako one ustvari nisu arterije, vrlo su važne u cjelokupnom sustavu, te su uvijek tamo gdje se odvija neka važnija akcija.

#### Funkcija i građa kapilara
Kapilare nemaju glatke mišiće koje bi ih okruživale. Ujedno imaju promjer manji od promjera crvenih krvnih stanica. Zato se crvene krvne stanice moraju deformirati da prođu kroz kapilare. Mali promjer kapilara omogućava relativno veliki prostor za izmjenu plinova i hranjivih tvari.
Što se odvija u kapilarama?
- U plućima, ugljikov dioksid se zamjenjuje kisikom.
- U tkivima se kisik, ugljikov dioksid, hranjive te otpadne tvari se izmjenjuju.
- U bubrezima se štetne tvari otpremaju izvan organizma mokrenjem.
- U crijevima se hranjive tvari iskorištavaju, a štetne izbacuju iz organizma.

## Krvni tlak
Lijeva klijetka proizvodi snažne kontrakcije, što za posljedicu ima arterijski tlak. Normalan arterijski tlak pri mirovanju je nizak, dok je tjelesni tlak 100 mmHg, što je iznad normalnog atmosferskog tlaka (760mmHg).
Da bi izdržale bilo kakve promjene tlakova, arterije su obavijene glatkim mišićima koji imaju pričvršćena elastična i neelastična tkiva.
Prekomjerni šećer u krvi, pušenje, konzumiranje masnoća... uzrokuje oštećenje endotheliuma, a kasnije rezultira dijabetesom i aterosklerozom.